# Groene acouchy
De groene acouchy (Myoprocta pratti) is een middelgroot knaagdier uit de familie Dasyproctidae. Het is een van de twee soorten acouchy's.

## Kenmerken
Dit dier heeft een slankgebouwd lichaam en dunne poten. De vacht is zwartgroen op de rug, geel op de buik en oranje op de kop.
Het dier staat hoog op de poten. De lichaamslengte bedraagt ongeveer 35 cm en de staartlengte 5 cm.

## Leefwijze
Het is een dagactief dier dat zich voedt met zaden, wortels en afgevallen vruchten. Merkwaardig is dat het dier voedselvoorraden aanlegt, terwijl er voedsel genoeg is.

## Verspreiding en leefgebied
De groene acouchy bewoont het Amazoneregenwoud van Zuid-Colombia, Oost-Ecuador, Noord-Peru en Noord-Brazilië.